# Kissing to Be Clever
Kissing to Be Clever è l'album di debutto del gruppo britannico pop rock / reggae / new wave dei Culture Club, pubblicato nel 1982, su etichetta Virgin. Il disco, Numero 5 nella Classifica britannica degli Album, raggiunge il successo soprattutto grazie al terzo singolo estratto, la hit internazionale "Do You Really Want to Hurt Me", che, con i suoi toni solari reggae e la voce soul del cantante Boy George, resta una delle canzoni migliori e più conosciute dei Culture Club, il loro primo distintivo marchio di fabbrica.
L'album comprende anche, in versioni leggermente modificate, i primi due singoli dei Culture Club, "White Boy" e "I'm Afraid of Me" (che furono entrambi dei parziali flop - parziali perché primi due sperimentali singoli di una band sconosciuta, flop se paragonati al successo delle produzioni successive - raggiungendo, rispettivamente, il #114 e il #100 nella Classifica dei Singoli del Regno Unito, nel 1982). La traccia "I'll Tumble 4 Ya" fu pubblicata anche in alcuni paesi dell'America, entrando nella Top 10 in Canada e negli USA. "Do You Really Want to Hurt Me" raggiunse all'epoca la vetta di molti paesi (Gran Bretagna inclusa).
Anche "Time (Clock of the Heart)", originariamente non inclusa nell'album, poiché scritta successivamente, ha conquistato le posizioni più alte in molte classifiche internazionali. Nata proprio per dare rapidamente un séguito all'altezza del singolo pigliatutto, la canzone risale al lasso di tempo che trascorre tra la pubblicazione della multi-Numero 1 e dell'unica altra traccia ritenuta estraibile dal lavoro, la citata "I'll Tumble 4 Ya". Dopo la temporanea inclusione sul primo greatest hits della band, This Time - The First Four Years, presto andato fuori catalogo e mai ristampato, poi sostituito da altre collection ancora in commercio, "Time (Clock of the Heart)" ha seguìto un tortuoso cammino, che l'ha vista ripetutamente inclusa ed esclusa dalle varie edizioni dell'album di debutto, fino al definitivo inserimento, nel 2003, sulla versione rimasterizzata del CD, che la contiene (anche in versione strumentale), tra le quattro tracce aggiuntive.

## Versioni

### CD
Per un po' di tempo, a partire dal 1990, il primo album dei Culture Club è stato disponibile in un'edizione in CD, della Virgin (in alcune zone distribuito dalla Epic), che non conteneva "Time (Clock of the Heart)" e presentava in copertina un disegno in bianco e nero, in sostituzione dell'equivalente foto a colori originale. Nel 1996, il long playing viene ripubblicato dalla piccola etichetta Disky Communications, stavolta con la foto di copertina a colori, ma ancora senza "Time (Clock of the Heart)". La versione rimasterizzata in CD, del 2003, include, finalmente, oltre al ripristino della foto a colori originaria, anche "Time (Clock of the Heart)", insieme ad altre tre tracce extra (tre lati B pubblicati sul retro dei vari singoli), una delle quali è lo strumentale della stessa "Time (Clock of the Heart)", appropriatamente intitolato "Romance Beyond the Alphabet" ('«romance» oltre l'alfabeto').

### Vinile
Per quanto riguarda l'originario vinile, sono almeno tre le edizioni principali dell'album del 1982.
La prima, pubblicata dalla Virgin, nel 1982 (e distribuita in Italia dalla Ricordi), con i nove brani che oggi costituiscono i primi nove brani del CD, e "Do You Really Want to Hurt Me" (nona traccia del compact disc) posta in chiusura del lato 2 del vinile.
La seconda è quella «made in USA», corrispondente all'edizione summenzionata della Virgin/Epic, che conteneva però sul vinile "Time (Clock of the Heart)", brano che apriva il lato 2, e aveva "Do You Really Want to Hurt Me" come primo pezzo del lato 1.
La terza, «made in Canada», è di nuovo della Virgin, distribuita però dalla Polygram, sempre con "Do You Really Want to Hurt Me" in apertura del lato 1, ma con "Time (Clock of the Heart)" in chiusura del lato 2 (invece che in apertura della seconda facciata, come nell'edizione Virgin/Epic). A parte questa differenza, le edizioni Virgin/Epic e Virgin/Polygram presentano lo stesso ordine delle tracce (il lato 1 è perfettamente identico in entrambi i casi), mentre l'edizione per così dire canonica, quella pubblicata dalla sola Virgin (e distribuita dalla Ricordi in Italia), segue una diversa tracklisting (che è quella riprodotta qui sotto, seguìta anche dalla ristampa in CD del 2003, eccetto per le tracce in più, ovviamente).

### Edizione giapponese
In alcune edizioni giapponesi dell'album è incluso il singolo "Mystery Boy", pubblicato come tale soltanto in Giappone, e nel resto del mondo extra lato B del maxi singolo di "Church of the Poison Mind" (poi incluso tra le bonus tracks della ristampa del 2003 del secondo album dei Culture Club, Colour by Numbers).

## Tracce

### Edizione rimasterizzata in CD (2003)
Tutti i brani (comprese le bonus tracks) scritti dai Culture Club (O'Dowd/Hay/Craig/Moss).
1. "White Boy" (Dance Mix) – 4:40
2. "You Know I'm Not Crazy" – 3:36
3. "I'll Tumble 4 Ya" – 2:36
4. "Take Control" – 3:09
5. "Love Twist" (featuring Captain Crucial) – 4:23
6. "Boy Boy (I'm the Boy)" – 3:50
7. "I'm Afraid of Me" (Remix) – 3:16
8. "White Boys Can't Control It" – 3:43
9. "Do You Really Want to Hurt Me" – 4:22

### Bonus tracks sulla ristampa in CD (2003)
1. "Love Is Cold (You Were Never No Good)" - 4:23 [extra lato B del maxi singolo di "Do You Really Want to Hurt Me"]
2. "Murder Rap Trap" (featuring Captain Crucial) - 4:21 [lato B di "I'm Afraid of Me"]
3. "Time (Clock of the Heart)" - 3:42 [singolo indipendente, incluso solo sulla versione USA di Kissing to Be Clever e sulla raccolta del 1987 This Time - The First Four Years]
4. "Romance Beyond the Alphabet" - 3:42 [strumentale di "Time (Clock of the Heart)"; extra lato B del maxi singolo di "Time (Clock of the Heart)"]

### Lista tracce edizioni alternative su vinile
Come accennato, l'edizione originaria della Virgin, quella distribuita in Italia dalla Dischi Ricordi, contenente i soli primi nove brani, presenta la stessa tracklisting dell'edizione in CD del 2003. Ecco invece l'ordine dell'edizione Virgin/Epic:
Lato 1
1. "Do You Really Want to Hurt Me" – 4:22
2. "I'm Afraid of Me" (remix) – 3:16
3. "You Know I'm Not Crazy" – 3:36
4. "I'll Tumble 4 Ya" – 2:36
5. "Love Twist" (featuring Captain Crucial) – 4:23

Lato 2
1. "Time (Clock of the Heart)" - 3:42
2. "White Boy" (dance mix) – 4:40
3. "Boy Boy (I'm the Boy)" – 3:50
4. "White Boys Can't Control It" – 3:43
5. "Take Control" – 3:09

L'edizione Virgin/Polygram segue praticamente lo stesso ordine, con l'unica differenza che "Time (Clock of the Heart)", invece di aprire il Lato 2, lo chiude.

## Credits

### Formazione
- Boy George - voce
- Mikey Craig - basso
- Roy Hay - chitarra, piano, tastiere, sitar, sitar elettrico
- Jon Moss - percussioni, batteria
+
- Helen Terry - cori e voce femminile

### Musicisti
- Keith Smith - synclavier
- Terry Bailey - tromba
- Colin Campsie - cori
- Nicky Payne - flauto, armonica a bocca, sassofono
- Phil Pickett - tastiere, cori
- Sue Clowes - Multicultural Fan Club
- Denise Spooner - cori

### Produzione
- Steve Levine: produzione, tecnico del suono e missaggio
- Gordon Milne: assistente tecnico del suono
- Jon Moss: missaggio e programmazione batteria
- Keith Miller: programmazione Synclavier

### Staff
- Jaki Graham: design di copertina, typesetting e logo
- Nick Egan: logo
- Mark LeBon: fotografia
- Jackie Ball: artwork
- Boy George: make-up

## Classifiche

### Album
| Classifica (1982)        | Posizione più alta |
| ------------------------ | ------------------ |
| Classifica Album UK      | 5                  |
| Billboard Hot 200 USA    | 14                 |
| Classifica Album R&B USA | 24                 |

### Singoli
| Singolo                                              | Classifica (1982)          | Posizione più alta |
| ---------------------------------------------------- | -------------------------- | ------------------ |
| "White Boy"                                          | Classifica Singoli UK      | 114                |
| "I'm Afraid of Me"                                   | Classifica Singoli UK      | 100                |
| "Do You Really Want to Hurt Me"                      | Classifica Singoli UK      | 1                  |
| "Do You Really Want to Hurt Me"                      | Billboard Hot 100 USA      | 2                  |
| "Do You Really Want to Hurt Me"                      | Classifica Singoli R&B USA | 39                 |
| "Do You Really Want to Hurt Me"                      | Adult Contemporary USA     | 8                  |
| "Time (Clock of the Heart)"                          | Classifica Singoli UK      | 3                  |
| "Time (Clock of the Heart)"                          | Billboard Hot 100 USA      | 2                  |
| "I'll Tumble 4 Ya"                                   | Adult Contemporary USA     | 33                 |
| "I'll Tumble 4 Ya"                                   | Hot Dance Club Play USA    | 14                 |
| "I'll Tumble 4 Ya"                                   | Billboard Hot 100 USA      | 9                  |
| "I'm Afraid of Me" / "Do You Really Want to Hurt Me" | Hot Dance Club Play USA    | 34                 |

## Dettagli pubblicazione
| Paese  | Data | Etichetta                     | Formato         | N° Catalogo |
| Italia | 1982 | Virgin Records/Dischi Ricordi | LP              | VIL12232    |
| UK     |      | Virgin Records                |                 | 38398       |
| USA    |      | Virgin Records/Epic Records   |                 | FE38398     |
| Canada |      | Virgin Records/Polygram       |                 | VL2248      |
| UK     | 1990 | Virgin Records                | CD              | CDV2232     |
|        | 1996 | Disky Communications          |                 | V2-86179    |
| Ue     | 2003 | Virgin Records                | CD+bonus tracks | 92404       |